# Social Watch Bénin
Social Watch Bénin est un réseau d’ONG et d’associations créée en 2005 pour promouvoir le contrôle citoyen de l'action publique, dans plusieurs domaines en visant le budget national et la stratégie de réduction de la pauvreté aussi bien au niveau national qu’au niveau de plusieurs communes du Bénin.  

## Historique
Social Watch Bénin, est une filiale nationale de Social Watch (en), qui est un réseau international d’organisations de la société civile créé en 1995, après le Sommet mondial sur le développement social tenu à Copenhague au Danemark. Le siège du secrétariat international est à l’Institut du Tiers Monde, à Montevideo en Uruguay. C'est un espace de rencontre pour les organisations non-étatiques concernées par le développement social, la discrimination de genre et engagées dans l’élaboration et le suivi des politiques ayant un impact sur les inégalités et sur les personnes qui vivent dans la pauvreté. Sa philosophie de base consiste à rendre les gouvernements responsables de leurs engagements et à contribuer à la promotion de la volonté politique pour leurs réalisations.

## Objectifs
Social Watch Bénin vise à devenir un réseau bien gouverné, d’envergure nationale qui a une autonomie ﬁnancière renforcée et reconnu pour son professionnalisme et eﬃcacité en tant qu’acteur du changement social au Bénin,.

### Missions
Les buts spécifiques de Social Watch Bénin sont de promouvoir la bonne gouvernance ; de susciter la mobilisation des organisations de la société civile dans la gouvernance des politiques nationales et locales ; de prendre une part active aux échanges nationaux, régionaux et internationaux sur la gouvernance et le contrôle citoyen ; de contribuer à l’élaboration et à la mise en œuvre des documents de politiques, des projets et programmes de développement humain durable; de faire le plaidoyer et le lobbying pour influencer les décisions des gouvernants ;  et enfin de capitaliser les expériences de gouvernance, de redevabilité et de participation citoyenne.
Social Watch Bénin a pour missions de promouvoir le contrôle citoyen de l’action publique, la redevabilité, l’intégrité et le genre et d’influencer positivement les décisions des gouvernants et la mobilisation des partenaires techniques et financiers afin de provoquer des changements politiques favorables au développement socio-économique et politique.

## Structure
Le réseau social Watch Bénin dispose de six administrateurs dans tous les départements dont Atlantique et Littoral, Ouémé et Plateau, Zou et Collines, Mono et Couffo, Borgou et Alibori et Atacora et Donga. Celui-ci est également constitué d'une Assemblée générale ; d'un conseil d’administration; d'un comité de contrôle; d'un secrétariat exécutif, et des départements, dont le département de programmes ; le département administratif et financier; le département suivi-évaluation, contrôle de qualité et communication. Les groupes thématiques (GT); les cellules de participation citoyenne (CPC).

## Activités
Plusieurs activités sont réalisées afin d'atteindre les objectifs fixés, parmi elles nous avons la promotion de la transparence et de la reddition de comptes mais aussi d’éducation aux droits et devoirs des citoyens dans chaque commune, la participation des citoyens aux politiques publiques dans le département du Borgou, le contrôle citoyen, la demande de reddition de comptes, de plaidoyer, de suivi du budget et des investissements. La coalition nationale a été portée sur les fonts baptismaux en mars 2005. Le renforcement des bases de la citoyenneté. La création de la plateforme « Témoin-Koundétô » dans le cadre d’un programme de participation citoyenne. La création de « ma commune » qui est une application conçue pour la lutte contre la corruption au niveau communal. Social Watch Bénin a condamné la suspension du quotidien La Nouvelle Tribune.
Le réseau intervient dans le contrôle citoyen de l’action publique (CCAP) dont il est l'initiateur au Bénin. Social Watch Bénin intervient également avec la section nationale de Transparency International au Bénin, spécialisée dans le suivi de la gouvernance économique du pays, à travers la veille citoyenne par la promotion de la transparence du processus budgétaire aussi bien au niveau national que local, le contrôle citoyen de la transparence des marchés publics et délégations de services publics, le contrôle citoyen de l’efficacité des dépenses publiques, la lutte contre la corruption et l’impunité, la dénonciation des cas de malversation et de mauvaise gestion des ressources publiques, la constitution de dossier pour se porter partie civile dans les crimes économiques, le suivi de la mise en œuvre du plan d’action de l’évaluation du système national d’intégrité, des actions de plaidoyer pour l’adhésion du Bénin à l’Open Gouvernement Partnership et la promotion d'Open Data et Open Contracts.